# Kościół św. Stanisława Biskupa w Uhercach Mineralnych
Kościół św. Stanisława Biskupa – zabytkowy rzymskokatolicki kościół parafialny należący do dekanatu Lesko archidiecezji przemyskiej, położony w Uhercach Mineralnych. Został wpisany na listę zabytków województwa podkarpackiego pod numerem A-173 razem z dzwonnicą i murem obronnym z brankami. Jest unikalnym przedstawicielem architektury późnobarokowej i murowanego kompleksu sakralnego na ziemi sanockiej.

## Historia
Pierwszy kościół rzymskokatolicki w Uhercach został ufundowany już w 1745 r. przez właściciela wsi Józefa Malickiego, późniejszego kasztelana sanockiego. Istniał jednak zaledwie przez kilkanaście lat. Na jego miejscu w latach 1754-1757 wzniesiono murowaną świątynię wraz z dzwonnicą i murami obronnymi, ufundowaną przez Jakuba Jaworskiego, kanonika przemyskiego i prepozyta leskiego. Budynki zostały zaprojektowane prawdopodobnie przez śląskiego architekta Gotfryda Hoffmana, który nadał świątyni liczne cechy późnobarokowej architektury śląskiej. Kościół został konsekrowany w 1760 r. przez biskupa przemyskiego Wacława Hieronima Sierakowskiego.
Na przełomie XVIII i XIX w. dla kościoła została wykonana iluzjonistyczna polichromia, autorstwa lwowskiego artysty Marcina Stroińskiego, przemalowana w 1901 r. przez Jana Tabińskiego. W latach 1979–1988 kościół przeszedł kapitalny remont. Z pierwotnej dekoracji kościoła do dziś zachowały się: ornamenty stiukowe, ambona, organy oraz ołtarz główny wraz z obrazem przedstawiającym św. Stanisława Biskupa.
Przed świątynią wznosi się również zabytkowa, późnobarokowa dzwonnica zbudowana na rzucie kwadratu o wysokości 22 m. Budowla posiada, tak jak fasada kościoła, dwa piętra równej wysokości. W dzwonnicy znajduje się jeden zabytkowy dzwon "Ave Maria" o średnicy 60 cm i wadze 115 kg z 1752 r. W 1932 r. parafia zakupiła dwa nowe dzwony: "Św. Andrzej" o wadze 297 kg z wizerunkiem świętego ziemi sanockiej Andrzeja Boboli i napisem: "Św. Andrzeju, Patronie kresów Polski, kresowych braci wiary i narodowości broń" oraz największy "Św. Stanisław Biskup i Męczennik" o wadze 585 kg z wizerunkiem św. Stanisława i napisem: "Św. Stanisławie, Patronie Polski i parafii uherzeckiej wstawiaj się za nami przed Bogiem".

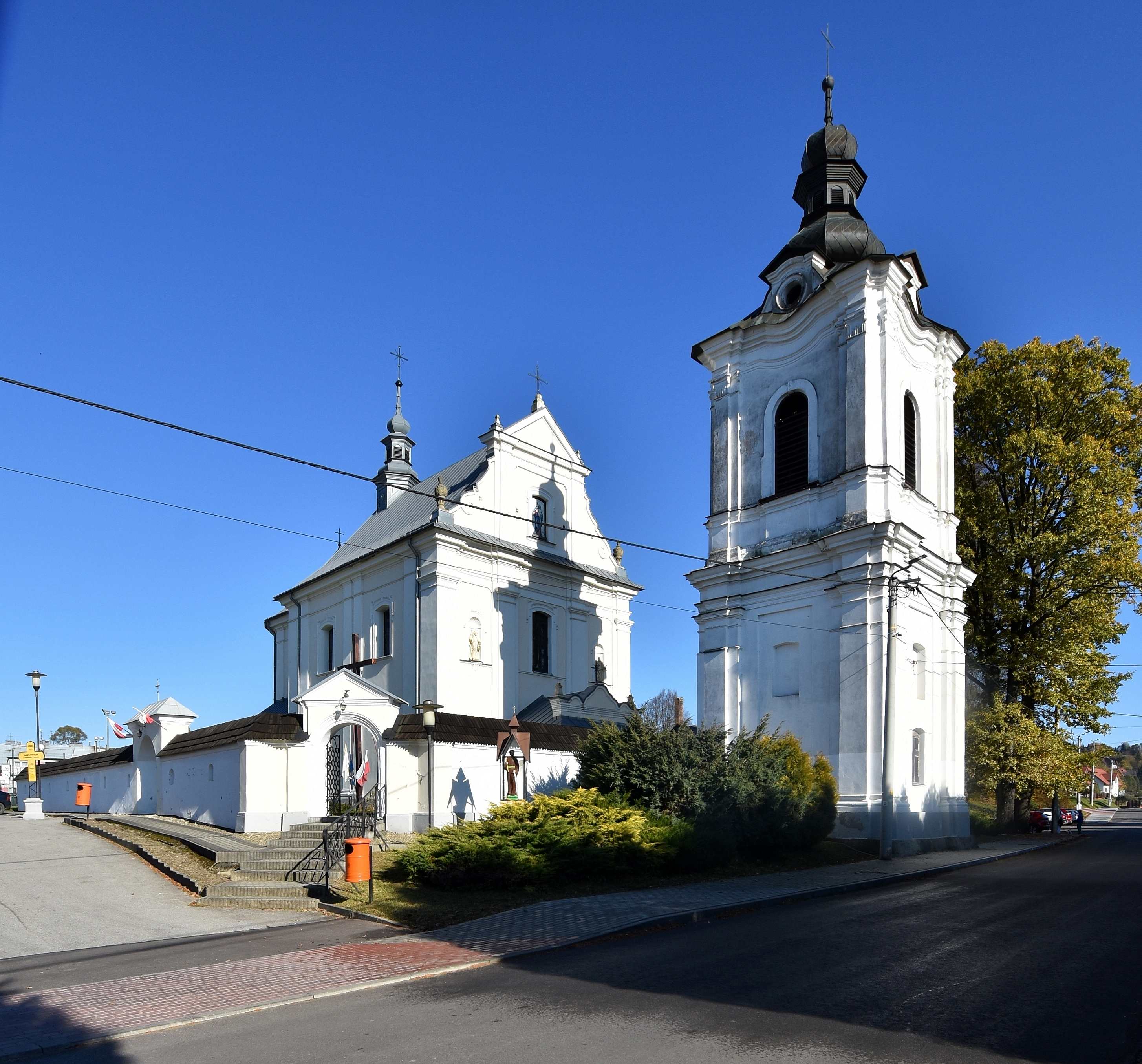
Dzwonnica
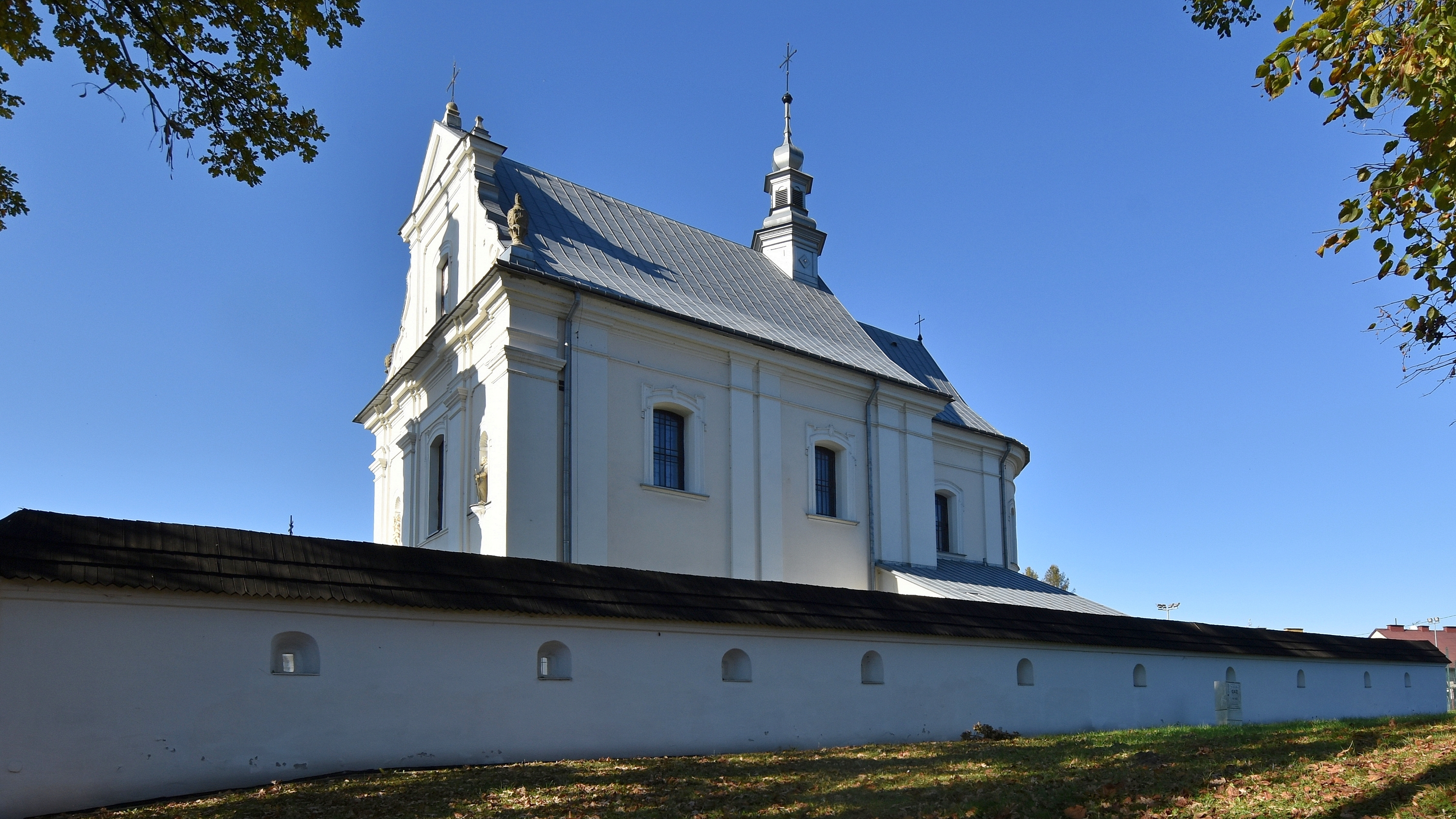
Elewacja południowa
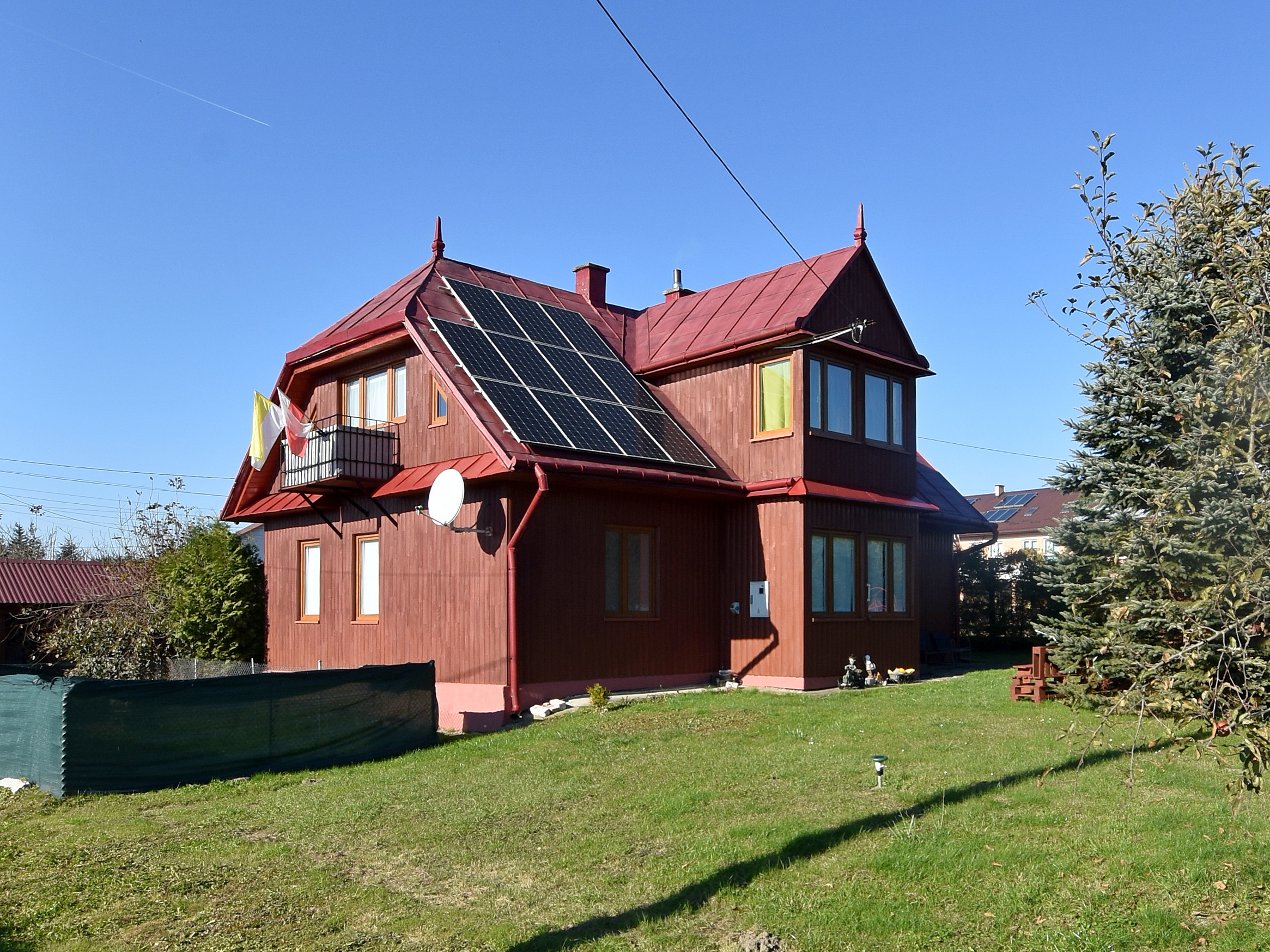
Plebania

## Źródła
- Zespół kościoła parafialnego pw. św. Stanisława Biskupa - Uherce Mineralne. Narodowy Instytut Dziedzictwa. [dostęp 2018-11-08].
- Historia kościoła na witrynie parafii. Parafia rzymskokatolicka w Uhercach. [dostęp 2018-11-08]. [zarchiwizowane z tego adresu (2018-11-11)].